# Zienia Merton
Zienia Merton (* 11. Dezember 1945 in Brunei; † 14. September 2018) war eine britische Schauspielerin.

## Leben
Die Tochter eines englisch-französischen Kolonialbeamten und einer burmesischen Tänzerin wuchs in Singapur und auf Borneo auf. Sie besuchte die Schule in Portugal und erhielt in Tring (Hertfordshire) eine Tanzausbildung. Im Alter von 11 Jahren tanzte sie an der Royal Festival Hall in London als Maus in der Nussknacker-Suite von Pjotr Iljitsch Tschaikowski.
1962 gab sie ihr Film-Debüt als Venusianerin in Masters of Venus. Ungenannt wirkte sie in dem Beatles-Film Hi-Hi-Hilfe! mit, danach stand sie neben Gregory Peck in Der gefährlichste Mann der Welt und neben Charles Aznavour in Die letzten Abenteurer vor der Kamera. Der österreichische Produzent Karl Spiehs machte sie als unerreichbare thailändische Prinzessin Tamani zur Partnerin von Roy Black, um seinem Film Wenn du bei mir bist einen internationalen Touch zu geben.
Richtig bekannt wurde Zienia Merton jedoch erst als Sandra Benes in der Science-Fiction-Serie Mondbasis Alpha 1. Danach erhielt sie meist nur noch kleinere Aufgaben in Fernsehserien.
Ihre Autobiographie Anecdotes and Armadillos erschien 2005 bei Lulu Press (ISBN 1-4116-3484-5).

## Filmografie (Auswahl)
- 1962: Masters of Venus
- 1964: Doctor Who (TV-Serie)
- 1965: Fangt uns, wenn ihr könnt! (Catch Us If You Can)
- 1965: Hi-Hi-Hilfe! (Help!)
- 1969: Der gefährlichste Mann der Welt (The Most Dangerous Man in the World / The Chairman)
- 1970: Die letzten Abenteurer / Playboys und Abenteurer (The Adventurers)
- 1970: Wenn du bei mir bist
- 1971: Casanova (TV-Serie)
- 1975–77: Mondbasis Alpha 1 (Space: 1999; Fernsehserie, 35 Folgen)
- 1977: Kosmetikkrevolusjonen
- 1978: Spazio: 1999, italienischer Kompilationsfilm zu Mondbasis Alpha 1
- 1978: Angriff auf Alpha 1, Kompilationsfilm zu Mondbasis Alpha 1
- 1979: Alien Attack – Die Außerirdischen schlagen zurück, Kompilationsfilm zu Mondbasis Alpha 1
- 1979: Simon Templar – Ein Gentleman mit Heiligenschein (Return of the Saint), 1 Folge
- 1982: Black Sun – Der Todesplanet greift an, Kompilationsfilm zu Mondbasis Alpha 1
- 1982: Cosmic Princess, Kompilationsfilm zu Mondbasis Alpha 1
- 1986–2002: Casualty (Fernsehserie, 4 Folgen)
- 1994–2005: The Bill (Fernsehserie, 4 Folgen)
- 1997: The Lakes (TV)
- 1998: Heaven on Earth (TV)
- 1998–2003: EastEnders (Fernsehserie, 6 Folgen)
- 1999: Message from Moonbase Alpha
- 2001, 2011: Doctors (Fernsehserie, 3 Folgen)
- 2008: Hautnah – Die Methode Hill (Wire in the Blood, Fernsehserie, 2 Folgen)
- 2008: Coronation Street (Fernsehserie, 3 Folgen)
- 2009: Law & Order: UK (Fernsehserie, 1 Folge)